# یوکی ناکاشیما (بازیگر)
یوکی ناکاشیما (انگلیسی: Yuki Nakashima; ۱۲ سپتامبر ۱۹۹۷ – ) بازیگر، صداپیشه، مدل (شخص)، بازیگر خردسال، و بازیگر تئاتر اهل ژاپن بود. وی از سال ۲۰۰۶ میلادی تاکنون مشغول فعالیت بوده‌است.